# Игнатенко (хутор)
Игнатенко — хутор в Тацинском районе Ростовской области.
Входит в состав Михайловского сельского поселения.
Население 90 человек.

## География
На хуторе имеется одна улица — Чапаева.

## Население
| 2010 |
| ---- |
| 69   |